# Signe de Maurin
Le signe de Maurin est, en échocardiographie, la présence d'un septum interventriculaire paradoxal.

## Différents types

### Le type A
À prédominance télésystolique, avec le type A' quand le septum interatrial bombe durant toute la durée du cycle cardiaque vers l'oreillette gauche. Il se retrouve dans les surcharges barométriques telles que l'embolie pulmonaire, l'hypertension artérielle pulmonaire (hormis l'hypertension pulmonaire post capillaire), et toutes les causes de hausse des résistances artérielles pulmonaires,,.

### Type B
À prédominance télédiastolique, augmentant à l'inspiration, avec le type B' quand le septum interatrial bombe durant toute la durée du cycle cardiaque vers l'oreillette gauche. Le type B et par extension le type B' se retrouvent principalement dans les constrictions péricardiques ainsi que dans la tamponnade.